# Louis Nicolas Davout
Louis Nicolas Davout, ibland stavat Davoust, född 10 maj 1770 i Annoux, departementet Yonne, död 1 juni 1823 i Paris, hertig av Auerstädt och furste av Eckmühl, var en fransk militär, en av Napoleons främsta marskalkar. 
Davout besökte samtidigt med Napoleon Bonaparte krigsskolan i Brienne-le-Château, blev 1788 officer vid ett kavalleriregemente och 1792 chef för en bataljon frivilliga, med vilken han deltog i nordarméns fälttåg 1792 och 1793. Sistnämnda år blev han brigadgeneral. Därefter hade han befäl först vid Rhenarmén, sedan i Italien och slutligen i Egypten, där han blev tillfångatagen, men snart frigiven. År 1800 utnämndes han till divisionsgeneral, i vilken egenskap han förde kavalleriet under 1800–1801 års fälttåg i Italien, varefter han 1804 tilldelades marskalksstaven. År 1805 förde han en armékår under kriget med Österrike, och i slaget vid Austerlitz 2 december hade han sin plats på högra flygeln.
Under kriget med Preussen 1806–1807 besegrade han med sin till antalet underlägsna kår preussarnas huvudstyrka vid Auerstädt, samtidigt med att Napoleon slog den övriga delen av den preussiska hären vid Jena (14 oktober), och fick med anledning därav 1808 titeln hertig av Auerstädt. År 1809 besatte Davout med sin kår Regensburg , förrän Napoleon ankom till krigsskådeplatsen. Men då han där hotades av österrikarnas huvudstyrka, utförde han med sina fyra divisioner sin ryktbara flankmarsch åt söder, utefter Donau, och deltog sedan i slaget vid Eckmühl 22 april, vars för fransmännen gynnsamma utgång till största delen var Davouts verk och förskaffade honom samma år titeln furste av Eckmühl. I slaget vid Wagram 5–6 juli förde han högra flygeln och bidrog genom en storartad kringgående rörelse till segern. År 1812 förde han en armékår i kriget mot Ryssland, och 1813 samlade han i Sachsen en fransk häravdelning, men begav sig till Hamburg, då fälttåget öppnades.
Redan 1811 hade Davout blivit generalguvernör i Hamburg och dess omnejd, där hans styrelse utmärktes av mycken hårdhet; så till exempel utskrev han en kontribution av 48 miljoner franc och bortjagade 30 000 människor. Han beredde sig att till det yttersta försvara den befästa staden, men efter Napoleons fall utrymde han densamma.
Efter kejsarens återkomst från Elba var han 20 mars–14 juli 1815 krigsminister, varjämte han ledde försvaret av Paris. Då allt vidare motstånd var fåfängt, öppnade han underhandlingar och förband sig att med armén gå bakom Loire, vilket även skedde. Den 14 juli 1815 övergick han till Ludvig XVIII. Han förlorade sina värdigheter, men återfick dem 1817 och blev 1819 till och med pär av Frankrike. 
Davout var en av Napoleons främsta generaler. Han ägde en utomordentlig militärisk skarpblick, stor personlig tapperhet och diplomatisk begåvning. Hans stränghet urartade dock ofta till grymhet.